# Jaime García Covarrubias
Julio Jaime García Covarrubias (Valparaíso, 20 de octubre de 1947) es un exmilitar y político chileno, que entre noviembre de 1988 y marzo de 1990 se desempeñó como subsecretario general de Gobierno de su país, bajo la dictadura militar del general Augusto Pinochet.

## Carrera militar
Nació en la ciudad chilena de Valparaíso el 20 de octubre de 1947, hijo de Jaime García Prieto y María de la Paz Covarrubias Cardemil.
Ingresó como cadete a la Academia de Guerra del Ejército de Chile en 1965, egresando como oficial mayor de infantería en 1968. En 1970, fue alumno de la Escuela de las Américas.
Para el golpe de Estado del 11 de septiembre de 1973 ostentaba el grado de teniente, sirviendo en el Regimiento n° 8 "Tucapel" de Temuco como ayudante de su comandante, Pablo Iturriaga Marchese. En ese período, también integró los «Consejos de Guerra» contra prisioneros políticos. Al año siguiente, se incorporó a la Dirección de Inteligencia Nacional (DINA), convirtiéndose en profesor de la Escuela de Inteligencia Nacional, siendo instructor de agentes en técnicas de interrogatorio y represión, así como también, fue miembro del Estado Mayor, jefe de Contrainteligencia y oficial de la Secretaría de Inteligencia del organismo. En ese ámbito, fue miembro de la «Sociedad Pedro Diet Lobos», pantalla comercial de la DINA para encubrir actividades tanto en Chile como en el exterior del país.
Se acogió a retiro del Ejército en 1981 como oficial de Estado Mayor de la Academia de Guerra.

## Carrera profesional y política
En noviembre de 1988, fue nombrado por el general Augusto Pinochet como titular de la Subsecretaría General de Gobierno, ocupando el puesto hasta el fin del régimen el 11 de marzo de 1990. Entre ese último año y 1993, realizó estudios de posgrado en Europa, cursando un doctorado en ciencias políticas y sociología en la Universidad de Salamanca, España; un diplomado en relaciones internacionales en la Sociedad de Estudios Internacionales de Madrid; un diplomado en estrategia y diplomacia en el Centre d'Etudes Diplomatiques et Stratégiques de París, Francia; estudios de historia en la Universidad Sorbona del mismo país. Tras retornar a Chile, efectuó un magíster en ciencia política en la Universidad de Chile y una licenciatura en ciencias militares en la Academia de Guerra del Ejército de Chile.
Más adelante, entre 1995 y 1997, ejerció como director de dicha academia castrense. Asimismo, a partir de marzo de 2001, actuó como profesor de asuntos de seguridad nacional del Centro de Estudios Hemisféricos para la Defensa de Estados Unidos, hasta febrero de 2014. Desde entonces, se desempeñó como consultor independiente en materias de defensa y seguridad y profesor e investigador en temas estratégicos.

## Controversias
Con el retorno a la democracia en 1990, al igual que muchos exmilitares colaboradores de la dictadura militar de Pinochet, fue acusado y procesado por participaciones en violaciones a los derechos humanos. En diciembre de 2010, fue acusado por un grupo de diputados integrantes de la Comisión de Derechos Humanos de la Cámara como autor del asesinato de seis militantes comunistas el 10 de noviembre de 1973, mientras servía en un cuartel como teniente del Regimiento n° 8 "Tucapel" de Temuco, hecho que, en ese entonces, fue encubierto como un supuesto "ataque" al cuartel. Además, solicitaron a través de la embajada de Estados Unidos en Chile, que la Secretaría de Defensa de ese país lo cesara de sus funciones profesionales en el mismo.
El 13 de noviembre de 2020, fue condenado por la Corte de Apelaciones de Santiago a siete años de prisión, en calidad de coautor (junto al abogado Óscar Alfonso Ernesto Podlech Michaud) del delito de secuestro calificado del abogado y militante de la Juventud Radical (JR), Jaime Emilio Eltit Spielmann, ocurrido el 13 de septiembre de 1973.